# Masami Akita

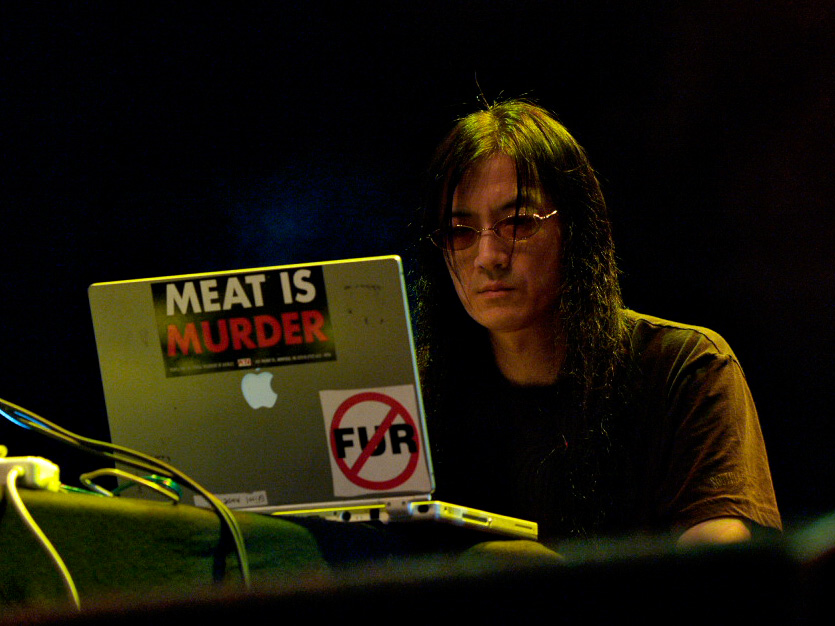
Masami Akita, Moers Festival 2007

Masami Akita (japanisch 秋田 昌美 Akita Masami; * 19. Dezember 1956 in der Präfektur Tokio) ist ein japanischer Japanoise-Musiker und Autor. International bekannt wurde er vor allem durch sein 1979 in Tokio gegründetes Noise-Projekt Merzbow.

## Biografie
Zu seiner High-School-Zeit Anfang der 1970er Jahre waren die „aggressiven Bluesrock-Gitarrenklänge“ von Jimi Hendrix, Lou Reed, Robert Fripp sowie die verzerrten Orgelsounds z. B. von Mike Ratledge (Soft Machine) ein erster wichtiger Einfluss für Akita.
Zu dieser Zeit begann er als Gitarrist in Progressive-Rock-Coverbands zu spielen, in den späten 1970ern spielte er Schlagzeug. Während seines damaligen Studiums der Kunst an der Tamagawa Universität (wo er seinen Abschluss machte) beschäftigte er sich intensiv mit Dadaismus und Surrealismus und entdeckte den Free Jazz für sich, besonderen Eindruck hinterließ 1973 ein Konzert der Cecil Taylor Unit. Zunehmend entwickelte er auch ein Interesse für elektroakustische Musik von Pierre Henry, Karlheinz Stockhausen, François Bayle, Gordon Mumma und Iannis Xenakis. Diese Begegnungen veranlassten ihn Ende der 1970er, sich allmählich aus der Rockmusik zurückzuziehen und mit „extremen Formen freier Musik“ zu experimentieren. Erste Gehversuche fanden mit Bandgeräten und Feedbacks statt.
Nebenbei fing er an, als freiberuflicher Autor für diverse Magazine zu schreiben. Dabei schrieb er nicht nur über Kunst, sondern auch über Avantgarde-Musik, Sexualität und postmoderne Kultur.
Im Jahr 1979 gründete er das Noise-Projekt Merzbow, dessen Namen er von Kurt Schwitters Merzbau ableitete. Dabei ließ er sich von Blues, Free Jazz und der jungen Elektronische Musik beeinflussen, schaffte es aber, eine komplett andere Form der Musik zu erzeugen. Er produzierte unter dem Namen Merzbow zahlreiche Aufnahmen, die er mittels Mailorder vertrieb. Das Layout bestand zum Teil aus pornographischen Darstellungen, die er zu Kollagen zusammen schnitt. Daher bezeichnet er die Musik dieser Alben als Pornoise.
Merzbow wird (neben den Bands Hijokaidan und Hanatarash) allgemein als das letzte aktive Urgestein der japanischen Noise-Szene angesehen und begründete auch den lokalen Trend, sich von herkömmlichen zeitgemäßen Standards der elektronischen Musikproduktion abzuwenden (Yoshihide Otomo, Sachiko M). Im Gegensatz zu früheren Zeiten, in denen er mit analogen Synthesizern, Rückkopplungen und Verzerrungseffekten arbeitete, verwendet er heute bei Liveauftritten ein oder zwei Notebooks. Diese Aufführungen finden in Grenzbereichen des Free Jazz, der Neuen Musik und der Performancekunst statt. So ist oft die Musik selbst nur ein Aspekt einer gesamten Performance.
Im Jahre 2001 veröffentlichte er die wohl bisher umfangreichste Einzelveröffentlichung eines Künstlers überhaupt, die Merzbox mit 50 CDs.
Er unternahm auch Kollaborationen mit diversen anderen Künstlern und Bands wie Mike Patton, Asmus Tietchens, Masonna, Russell Haswell, Heiko Daxl, Aryan Kaganof, Hijokaidan, Sunn O))), Boris und Consumer Electronics. Mit Jazzkammer und Maja Ratkje trat er bei Moldejazz auf. Auch gestaltete Trevor Brown, der unter anderem auch für Whitehouse und Brighter Death Now das Layout erstellt, einige seiner Alben.
2007 bildet er mit Keiji Haino das Projekt Kikuri und trat damit auch auf dem Moers Festival auf.
Akita arbeitete auch mit anderen Medien und drehte mit Lost Paradise einen Film, der den Seppuku eines japanischen Schulmädchens nachstellt. Akita konzipierte auch diverse Performances, die zum Teil auf diversen japanischen Tänzen basieren.
Akita ist auch für die Tierrechtsorganisation PETA aktiv. Bis etwa 1996 war er mit Reiko Azuma verheiratet, die sich teilweise an seinen Projekten beteiligt. Mittlerweile ist er mit Jenny Akita verheiratet, die sich seit 2001 immer wieder für Coverartworks und/oder Fotografien an Merzbow beteiligt.
Max Dax, ehemaliger Chefredakteur der spex, schrieb über Merzbow:

„Merzbow, ein militanter Nichtraucher. Noch nicht einmal durfte in der Loge gebröselt werden. Das Geheimnis seines Erfolgs sei an dieser Stelle dennoch verraten: Vom Apple-Laptop und von einer selbstgebauten Gitarre aus jagt Akita Masami düsenjetgleiche Soundwellen ins Publikum, dazu prügelt Drummer Balazs Pandi wie ein Irrsinniger auf sein Schlagzeug ein. Was das Publikum im Rausch nicht mitbekommt: Alle Obertöne, von denen man meinen könnte, sie kämen von einer wilden Bearbeitung der Becken, kommen vom Laptop. Pandi beschränkt sich darauf, auf die Toms zu hauen – das allerdings in großer, schneller Virtuosität.“

## Ausgewählte Diskografie
Die sehr umfangreiche Diskografie von Merzbow umfasst 709 Veröffentlichungen. Deshalb werden hier nur einige Studioalben vom Hauptprojekt "Merzbow" aufgeführt. Die gesamten EPs, Live-Alben, Remixe, Kollaborationen und Kompilationen von Merzbow werden hier nicht erwähnt. Die gesamte Diskographie seiner weiteren Pseudonyme ist hier auch nicht erfasst.
Einige ausgewählte Studioalben von Merzbow
- 1980: Metal Acoustic Music
- 1981: E-Study
- 1982: Normal Music
- 1983: Material Action 2 N.A.M.
- 1984: Age of 369
- 1985: The Lapinak
- 1989: Flesh Metal Orgasm
- 1989: Je Rumpelsturz Desto Burzelblock
- 1991: Music for Bondage Performance
- 1994: Flare Gun
- 1994: Hole
- 1996: Music for Bondage Performance 2
- 1996: Pulse Demon
- 1998: 1930
- 1998: Maschinenstil
- 2001: Merzbox
- 2002: Merzbeat
- 2005: Merzbuddha
- 2006: Bloody Sea
- 2007: Peace for Animals
- 2008: Hodosan
- 2009: 13 Japanese Birds – 13 Veröffentlichungen unter dem Namen bis 2010
- 2010: Ouroborus